# Vattetot-sous-Beaumont
Vattetot-sous-Beaumont és un municipi francès situat al departament del Sena Marítim i a la regió de Normandia. L'any 2007 tenia 533 habitants.

## Demografia

### Població
El 2007 la població de fet de Vattetot-sous-Beaumont era de 533 persones. Hi havia 180 famílies de les quals 16 eren unipersonals (12 homes vivint sols i 4 dones vivint soles), 60 parelles sense fills, 88 parelles amb fills i 16 famílies monoparentals amb fills.
La població ha evolucionat segons el següent gràfic:
Habitants censats

### Habitatges
El 2007 hi havia 195 habitatges, 181 eren l'habitatge principal de la família, 4 eren segones residències i 10 estaven desocupats. 194 eren cases i 1 era un apartament. Dels 181 habitatges principals, 168 estaven ocupats pels seus propietaris i 13 estaven llogats i ocupats pels llogaters; 1 tenia dues cambres, 12 en tenien tres, 53 en tenien quatre i 115 en tenien cinc o més. 150 habitatges disposaven pel capbaix d'una plaça de pàrquing. A 70 habitatges hi havia un automòbil i a 105 n'hi havia dos o més.

### Piràmide de població
La piràmide de població per edats i sexe el 2009 era:
| Homes | Edats   | Dones |
| ----- | ------- | ----- |
| 0     | 95 o +  | 0     |
| 0     | 90 a 94 | 0     |
| 0     | 85 a 89 | 4     |
| 0     | 80 a 84 | 0     |
| 4     | 75 a 79 | 0     |
| 16    | 70 a 74 | 0     |
| 12    | 65 a 69 | 16    |
| 8     | 60 a 64 | 4     |
| 12    | 55 a 59 | 0     |
| 24    | 50 a 54 | 36    |
| 36    | 45 a 49 | 20    |
| 16    | 40 a 44 | 16    |
| 16    | 35 a 39 | 16    |
| 8     | 30 a 34 | 16    |
| 4     | 25 a 29 | 12    |
| 12    | 20 a 24 | 4     |
| 24    | 15 a 19 | 20    |
| 28    | 10 a 14 | 16    |
| 12    | 5 a 9   | 28    |
| 4     | 0 a 4   | 12    |

## Economia
El 2007 la població en edat de treballar era de 367 persones, 255 eren actives i 112 eren inactives. De les 255 persones actives 245 estaven ocupades (149 homes i 96 dones) i 10 estaven aturades (1 home i 9 dones). De les 112 persones inactives 38 estaven jubilades, 34 estaven estudiant i 40 estaven classificades com a «altres inactius».

### Ingressos
El 2009 a Vattetot-sous-Beaumont hi havia 187 unitats fiscals que integraven 548 persones, la mediana anual d'ingressos fiscals per persona era de 18.860 €.

### Activitats econòmiques
Dels 10 establiments que hi havia el 2007, 1 era d'una empresa alimentària, 1 d'una empresa de construcció, 5 d'empreses de comerç i reparació d'automòbils, 1 d'una empresa de transport, 1 d'una empresa immobiliària i 1 d'una empresa de serveis.
L'únic servei als particulars que hi havia el 2009 era una lampisteria.
L'any 2000 a Vattetot-sous-Beaumont hi havia 11 explotacions agrícoles.

## Equipaments sanitaris i escolars
El 2009 hi havia una escola elemental integrada dins d'un grup escolar amb les comunes properes formant una escola dispersa.

## Poblacions més properes
El següent diagrama mostra les poblacions més properes.